# Жилищна сграда на Елиза Славчева
Жилищна сграда на Елиза Славчева е сграда на ул. „Оборище“ № 43 в жилищна зона „Докторски паметник“, район Оборище в София.
През 1978 г. жилищната сграда е обявена за архитектурно-строителна недвижима културна ценност от местно значение. Това е една от първите сгради в София с железобетонна конструкция. Богато планово решение със система от коридори, свързващи домакинския с жилищния тракт. Обемното въздействие е хоризонтално, а архитектурата е еклектична, с френско влияние в третирането на фасадите и мансардния етаж.